# Talat Xhaferi
Talat Xhaferi, mac. Талат Џафери, trb. Tałat Dżaferi (ur. 15 kwietnia 1962 w Forino w gminie Gostiwar) – macedoński polityk i wojskowy narodowości albańskiej, w latach 2013–2014 minister obrony, w latach 2017–2024 przewodniczący Zgromadzenia Republiki Macedonii Północnej, w 2024 premier Macedonii Północnej.

## Życiorys
Ukończył szkołę podstawową w Gostiwarze oraz wojskową szkołę średnią w Belgradzie. Kształcił się następnie w akademii wojskowej w Belgradzie i Sarajewie. W 1998 w akademii wojskowej w Skopju ukończył studia podyplomowe z zakresu dowodzenia, w 2013 uzyskał magisterium z nauk o obronności. Służył jako oficer w Jugosłowiańskiej Armii Ludowej, a od 1991 w macedońskich siłach zbrojnych.
W 2001 stacjonował ze swoim oddziałem w Tetowie. W 2001, po wybuchu konfliktu zbrojnego między władzami Macedonii a albańskimi bojówkami (wywodzącymi się z UÇK), opuścił macedońską armię i dołączył do albańskiej partyzantki. Po podpisaniu porozumienia z Ochrydy został objęty amnestią.
Zaangażował się następnie w działalność polityczną w ramach Demokratycznego Związku na rzecz Integracji. W 2002 po raz pierwszy uzyskał mandat posła do Zgromadzenia Republiki Macedonii. Ponownie wybierany w wyborach w 2008, 2011, 2014, 2016, 2020 i 2024.
W latach 2002–2004 zajmował stanowisko wiceministra obrony. Od lutego 2013 do czerwca 2014 kierował tym resortem w randze ministra.
Pod koniec kwietnia 2017 został wybrany na przewodniczącego macedońskiego parlamentu w ramach porozumienia między Socjaldemokratycznym Związkiem Macedonii a ugrupowaniami Albańczyków. Centroprawicowa partia WMRO-DPMNE określiła ten wybór jako zamach stanu. Doszło następnie do ataku około 200 przeciwników tego wyboru na budynek parlamentu; w trakcie stłumionych przez funkcjonariuszy policji zamieszek pobito grupę parlamentarzystów i dziennikarzy. Do początku maja 2017 deputowani WMRO-DPMNE blokowali Talatowi Xhaferiemu możliwość podjęcia obowiązków. W sierpniu 2020, po odnowieniu koalicji, stanął na czele parlamentu kolejnej kadencji.
W styczniu 2024 Dimitar Kowaczewski złożył dymisję z funkcji premiera. Wynikało to z przyjętego porozumienia przewidującego powołanie rządu technicznego z udziałem przedstawicieli opozycji w związku z rozpisaniem wyborów parlamentarnych. Talat Xhaferi ustąpił ze stanowiska przewodniczącego parlamentu. 28 stycznia został nowym premierem Macedonii Północnej, stając na czele technicznego gabinetu. Tym samym stał się pierwszym Albańczykiem kierującym macedońskim rządem. Urząd premiera sprawował do 23 czerwca 2024.